# Hilda Machado
Hilda Machado (Rio de Janeiro, 1951 - São Paulo, 2007) foi uma poeta e cineasta brasileira.
Diretora de cinema formada pela Escuela Internacional de Cine y Television, foi autora do curta-metragem Joílson Marcou (1987), que lhe valeu os prêmios de melhor direção nos festivais de cinema de Gramado, Recife e Rio de Janeiro. Fez mestrado em Artes na USP e doutorado em História Social na UFRJ. Foi professora da UFF. 
Foi presa pela ditadura militar em 1978.
Ao longo de sua vida publicou apenas dois poemas, Miscasting e Cabo Frio, ambos na revista Inimigo Rumor. Somente em 2017, dez anos após a sua morte, foi publicado um livro registrado por ela em 1997 na Fundação Biblioteca Nacional.
No ano de 2019 seu livro Nuvens publicado pela Editora 34, venceu o Prêmio Jabuti na categoria poesia.

## Vida e carreira
Hilda Machado nasceu no Rio de Janeiro em 7 de março de 1951. 24 anos depois se formava na UFF, onde, mais tarde, também seria professora. Após sua formação, entre 1974 e 1977, trabalhava na extinta Embrafilme. Na mesma época, atuou como repórter, redatora e apresentadora do programa Cinemateca, exibido pela TV Educativa do Rio. Foi presa pela ditadura militar em 1978 pela sua militância de esquerda e nos nos anos 1980, editou coletâneas do crítico de cinema Paulo Emílio Sales Gomes (1916-1977). Entre 1983 e 1987 se mudou para São Paulo e defendeu dissertação de mestrado na USP sob a orientação do cineasta Nelson Pereira dos Santos, autor de obras como Vidas secas e Rio, 40 graus. Hilda se dedicava à historiografia do cinema brasileiro e se insurgia contra a sisudez acadêmica. Em 1989 se formou na Escuela Internacional  de Cine y TV, dessa vez como diretora de cinema. Em 2001 se tornou doutora em História Social pela UFRJ, com sua tese "As 100 Cadeiras: Comédia Fílmica Como Fonte Historiográfica". Em 2002 publicou seu primeiro livro Laurinda Santos Lobo: artistas, mecenas e outros marginais em Santa Teresa - Casa da Palavra, que se tratava de um ensaio. Em 7 de setembro de 2007 se suicidou, em São Paulo.
Sua carreira literária foi curta e uma de suas duas obras só foi descoberta e publicada postumamente, se tratando do livro vencedor do Prêmio Jabuti na categoria de poesia e indicado na categoria Livro do ano, Nuvens (2017)

## Obras
- 2017 - Nuvens - Editora 34 (poesia)
- 2002 - Laurinda Santos Lobo: artistas, mecenas e outros marginais em Santa Teresa - Casa da Palavra (ensaio)
- 2004 - miscasting (poema)

## Sobre as Obras
•Laurinda Santos Lobos: mecenas, artistas e outros marginais em Santa Teresa. (Livro) 2002
O livro apresenta a história do bairro de Santa Teresa (Rio de Janeiro) e seus personagens com ênfase na vida de Laurinda Santos Lobo , nascida em Cuiabá , foi vanguardista da belle-époque carioca, cujos salões do palacete Murtinho foram palco de transformações artísticas e políticas no país.

•Miscasting (Poema) 2004
Hilda machado era uma mulher reservada quanto a seus poemas. Diz-se que Hilda os resguardava zelozamente e raramente os compartilhava. No entanto, com relação a Carlito Azevedo, foi diferente, o editor da revista Inimigo Rumor disse ter sido dificil arrancar os poemas dela citados por Ricardo Domeneck, que ficou admirado com o poema " Miscasting ". O poema apresenta uma construção longa e um eu lírico aparentemente feminino que carrega um tom amargo. Denuncia ter sido enganada com uma combinação de ironia e de forma corrosiva, mas com elegância , num encerramento de uma relação amorosa que é vista como um "cargo", onde o eu lírico precisa interpretar. O verbo " to miscasting'', no inglês, significa escolher um ator inadequado para o papel determinado a ser exercido.

## Prêmios
Prêmio Jabuti - Poesia (2019) 